# 차민준

## 출연작

### 방송
- 개그야 (MBC)
- 개그콘서트 (KBS)
- 개그사냥 (KBS)